# Erick Hawkins
Erick Hawkins, bürgerlich Frederick Hawkins (* 23. April 1909 in Trinidad, Colorado; † 23. November 1994 in New York) war ein US-amerikanischer Modern Dance-Tänzer und Choreograf.

## Biographie
Erick Hawkins, geborener Frederick Hawkins, studierte Philosophie und Literatur an der Harvard University. Gleichzeitig studierte er Tanz an der Schule von George Balanchine. Mit Hawkins kam 1938 der erste Tänzer an der Martha Graham School of Contemporary Dance. Martha Graham verliebte sich in den viel jüngeren Tänzer und sie lebten acht Jahre zusammen, bevor sie 1948 heirateten. Die Ehe scheiterte kurz darauf an Grahams Alkoholkonsum und hysterische Zusammenbrüche. Im Jahre 1951 eröffnete er seine eigene Tanzschule (Erick Hawkins School of Dance) in New York und entwickelte eine neue Tanztechnik (Erick Hawkins Technik). Diese hatte das Ziel Tanzverletzungen zu vermeiden und die natürliche Schönheit des Körpers und der Bewegung zu betonen.

## Auszeichnung
- 1994 National Medal of Arts